# Агила I
Вижте пояснителната страница за други личности с името Агила.
Агила I (Agila I; Achila, Akhila, Aquila, Agil; † март 555, Мерида до Севиля) е крал на вестготите от декември 549 до март 555 г. в Испания и Септимания.

## Управление
Агила I е избран за крал след убийството на Теудигизел през декември 549 г.
През 550 г. градът Кордоба се бунтува против него. Успява да победи, но губи сина си, царското богатство и голяма част от войската. През 551 г. отново има бунт против него с командир Атанагилд, който превзема град Севиля и се опитва да го смъкне. Атанагилд извиква Юстиниан I за помощ и византийските войски пристигат през лятото на 552 г. с командир генерал Либерий. Заедно с Атанагилд те се бият три години с Агила I.
През март 555 г. Агила I е убит от собствените си привърженици в Мерида близо до Севиля. Атанагилд става крал. Византийците остават в Испания и започват война срещу него.